# تیم دونفره (فیلم)
تیم دونفره (به انگلیسی: Double Team) یک فیلم اکشن و کمدی آمریکایی محصول سال ۱۹۹۷ به کارگردانی تسوی هارک در اولین کارگردانی آمریکایی خود با بازی ژان کلود ون دام، دنیس رادمن و میکی رورک است. ون دام نقش مأمور ضد تروریستی جک کوین را بازی می‌کند که مأمور می‌شود یک تروریست گریزان به نام استاوروس (با بازی میکی رورک) را به دست عدالت بسپارد. وقتی استاوروس همسر باردار کوین را پس از کشته شدن معشوق و فرزندش در یک سوء قصد که به اشتباه انجامید، می‌رباید، همه چیز شخصی می‌شود. یاز (دنیس رادمن) فروشنده اسلحه پر زرق و برق او، کوین را در نجات او کمک می‌کند.
این فیلم نقدهای منفی دریافت کرد و یک بمب گیشه بود. این اثر همچنین نامزد و برنده سه جایزه تمشک طلایی شد: بدترین بازیگر نقش مکمل مرد (رادمن)، بدترین ستاره جدید (رادمن) و همچنین بدترین زوج سینمایی (رادمن و وان دام).

## داستان
جک کوئین مأمور ضد تروریستی هدف خود استاورس را در آخرین مأموریت خود گم می‌کند. او به کلونی گروهی از آدم‌کشانی که همه تصور می‌کنند مرده‌اند فرستاده می‌شود. او از آنجا فرار کرده و به کمک یاز یک دلال اسلحه به دنبال آخرین مأموریت خود می‌رود.

## فیلمبرداری
فیلمبرداری در لوکیشن آنتورپ، بلژیک فیلمبرداری شد. نیس و آرل، فرانسه. و رم، ایتالیا. در حالی که فیلم حاکی از آن است که دعوای اوج بین کوین و استاوروس در کولوسئوم رم رخ می‌دهد، صحنه‌ها در واقع در آمفی تئاتر آرل و اطراف آن در جنوب فرانسه فیلمبرداری شده‌اند.

## پاسخ انتقادی
این فیلم نظرات منفی بسیاری را به خود جلب کرد و امتیاز فعلی ۱۱٪ را در سایت جمع‌آوری بررسی راتن تومیتوز داشت.